# Subhi Bey Barakat al-Khalidi
Subhi Barakat al-Khalidi (in arabo صبحي بك بركات الخالدي‎?; Antiochia, 1889 – Antiochia, 1939) è stato un politico siriano che ricoprì la carica di presidente della Siria durante il mandato francese della Siria e del Libano.

## Biografia
Ṣubḥī Bey Barakāt al-Khālidī era un politico siriano di origini turche aleppine. Durante il Mandato della Francia, fu il Presidente della Federazione siriana (28 giugno 1922 – 31 dicembre 1924) e dello Stato di Siria (1º gennaio 1925 – 21 dicembre 1925).
Dapprima fu un sodale di Ibrahim Hanano e della sua rivolta e svolse un ruolo importante nella nascita dello Stato di Aleppo e di Damasco.
Chiamato alla presidenza della Federazione di Siria e dello Stato di Siria, lasciò quest'ultima carica nel 1925 per protesta nei confronti della posizione francese sul destino dello Stato Alauita e dello Stato del Gebel Druso, che Parigi non voleva annettere alla Siria (di cui aveva il Mandato) in quanto temeva che ciò potesse nuocere al futuro Stato a maggioranza cristiana del Libano.